# Muscardinus sansaniensis
Muscardinus sansaniensis — вимерлий вид гризунів родини вовчкових (Gliridae).

## Поширення
Цей вид ліскульок був виявлений в таких країнах: Франція (2 колекції), Німеччина (1), Румунія (2), Іспанія (1). Він жив у епоху міоцену.